# Pietro Fumasoni Biondi
Pietro Fumasoni Biondi (ur. 4 września 1872 w Rzymie, zm. 12 lipca 1960 tamże) – włoski duchowny katolicki, dyplomata i wysoki urzędnik Kurii Rzymskiej, kardynał.
Po ukończeniu rzymskiego seminarium przyjął święcenia kapłańskie 17 kwietnia 1897 z rąk Wikariusza Rzymu kardynała Lucida Parocchiego. W latach 1897–1916 był wykładowcą w Ateneum „De propaganda Fide”.
14 listopada 1916 otrzymał nominację biskupią na delegata apostolskiego do wsch. Indii. Sakry udzielił mu kardynał Domenico Serafini. W 1921 został sekretarzem Kongregacji Rozkrzewiania Wiary, a rok później delegatem do USA. 13 marca 1933 otrzymał nominację kardynalską, a trzy dni później, po śmierci kardynała Willema van Rossuma, został prefektem Kongregacji Rozkrzewiania Wiary. Urząd ten piastował przez 27 lat, aż do śmierci. Brał udział w konklawe 1939 i 1958 roku. Wyświęcił na kapłanów przyszłych kardynałów Reginalda Delargey, Jamesa Knoxa i Maurice'a Otungę. Został pochowany na cmentarzu Campo Verano.